# Thomas Ceccon
Thomas Ceccon (Thiene, 27 de janeiro de 2001) é um nadador italiano, medalhista olímpico.

## Carreira

### Tóquio 2020
Ceccon conquistou a medalha de prata nos Jogos Olímpicos de Verão de 2020 em Tóquio na prova de revezamento 4×100 m livre masculino com a marca de 3:10.11 e o bronze no revezamento 4×100 m medley masculino com o tempo de 3:29.17.

### 2022
Em 18 de junho, ao lado de Alessandro Miressi, Lorenzo Zazzeri e Manuel Frigo, obteve o bronze no 4×100 m livre do Campeonato Mundial de Esportes Aquáticos em Budapeste. Dois dias depois, ganhou o ouro e estabeleceu o novo recorde mundial no 100 m costas da mesma competição com o tempo de 51 segundos e sessenta centésimos. Em 25 de junho, ainda na capital húngara, foi campeão no 4×100 m medley, onde sua equipe quebrou o recorde europeu da prova com a marca de 3min27s51cs.
Em 13 de dezembro, junto com Leonardo Deplano, Miressi, Paolo Conte Bonin, conquistou o título e estabeleceu o novo recorde mundial no 4×100 m livre do Mundial em Piscina Curta em Melbourne com o tempo de três minutos, dois segundos e 75 centésimos. Dois dias depois, obteve a prata no 4×50 m livre no mesmo evento. Em 16 de dezembro, ganhou mais duas medalhas em Melbourne: uma de ouro no 100 m medley e uma de bronze no 4x200 m livre, ajudando sua equipe a quebrar o recorde italiano dessa última prova.

### 2023
Em 23 de julho, ao lado novamente de Miressi, Frigo e Zazzeri, foi vice-campeão do 4×100 m livre no Mundial em Fukuoka. No dia seguinte, venceu a final dos 50 m borboleta no mesmo evento e estabeleceu o novo recorde italiano dessa categoria com o tempo de 22 segundos e 68 centésimos. Ainda em Fukuoka, ficou na segunda colocação na decisão dos 100 m costas.

### 2024
Em 27 de julho, conquistou o bronze nos 4×100 m livre dos Jogos Olímpicos em Paris. Dois dias depois, obteve o ouro nos 100 m costas do mesmo evento.